# 大原由子
大原 由子（おおはら ゆうこ、1986年4月25日 - ）は、大阪府出身の元競艇選手である。
登録番号4412。師匠は石野貴之。同期には茅原悠紀、乙藤智史、坂元浩仁、仁科さやからがいる。

## 来歴
大阪府に生まれ育つ。小さい頃は競泳、高飛び込みなどに打ち込む。競泳の成績は上位クラスで、小学生にして中学生と混じった大会で活躍する。中学、高校時代は硬式テニス部で活躍する。大会ではシングルスでベスト16に入る成績を残す。母親の勧めから2度目の受験で合格。通っていた大学を中退し、やまと競艇学校99期生入学生代表として入学。やまと競艇学校の入学式では、訓練生を代表して挨拶を行った。試験のときには背中まであるロングヘアであった。
- 2006年11月27日、住之江競艇場で開催された 一般戦「あざやか霜月競走」第1Rでデビュー（6着）[1]。
- 2009年4月29日、児島競艇場で開催された一般戦「デイリースポーツ杯」第1Rで5コースからのまくりで初勝利[2]。デビューから268戦目。なお、デビューからの連敗記録は、矢野真梨菜の379連敗、渡邊佳子の336連敗、前田梓の334連敗などがある（このうち矢野は連敗脱出後に急激に成績を上げており、現在ではB1級ながらも1着回数が多くなっている）。
- 2011年7月23日、ボートレース住之江で開催された「第23回大阪スポーツ賞 アクアクィーンカップ」5Rでデビュー初勝利以来、2年3か月ぶりの2勝目＆地元住之江での初勝利[3]。
- 2013年8月25日、ボートレース大村で開催された G3「女子リーグ 第8回蛭子能収杯」5日目第9Rで2年1か月ぶりの通算3勝目を挙げた[4]。1号艇でインから先マイしたが、2コースから差し切りを狙った田口節子が1Mで転覆し後続が次々と巻き込まれる事故が起こり、先に回っていた大原がそのままゴールしたレースだった[5]。
- 2013年12月21日、ボートレース住之江で行われたトークショーで、同じ大阪支部の後輩レーサー・渡部悟（105期）と結婚することを電撃発表した[6][7]。2014年2月に婚姻届を提出。
- 2014年2月23日、ボートレース尼崎で開催された G3「女子リーグ戦　第11戦クイーンロード」6日目第3Rがラストランとなった。（6着）[8]
- 2014年9月8日、登録消除。（引退）現役8年間の通算成績は729戦3勝。
- 2014年11月23日、ボートレース住之江にて引退セレモニーを行った[9]。

## エピソード
- その愛くるしいルックスからアイドル的人気を誇り、タレントの小倉優子のニックネームにあやかって「なにわのゆうこりん」というニックネームで呼ばれている。
- 関西地方のローカルテレビ番組やボートレース雑誌にも出演。
- 料理が趣味で、中学生の時から母の代わりに料理を自分で作っていた。休日はお菓子作りをよくしている。

## 戦績
- 出走回数：729回
- 1着回数：3回
- 優出回数：0回
- フライング(F)回数：7回
- 出遅れ(L)回数：0回
- 通算勝率：1.60
- 2連対率：1.10
- 3連対率：3.34
- 生涯獲得賞金：28,116,444円